# Jonathan Araujo
Jonathan Araujo Made (San Cristóbal, 19 de julio de 1996) es un baloncestista dominicano que actualmente juega en CB Breogán de la Liga Endesa. Con 2,11 (6 pies y 11 pulgadas) de estatura, juega en las posiciones de ala-pívot y pívot.

## Trayectoria deportiva

### Profesional
A mediados de septiembre de 2015, Araujo firmó un contrato para jugar con los Soles de Mexicali de la Liga Nacional de Baloncesto Profesional de México.
En Septiembre del año 2017, el Club ARABERRI Basket Club que juega en la Liga española LEB ORO ficha a Jhonatan Araujo, le ofrece la oportunidad de tener su primera experiencia en Europa, el pívot de 21 años y 2.08 de altura, se convierte en un referente interior de la liga, llega al Araberri procedente de los Leones de Santo Domingo (República Dominicana). Se trata de uno de los mayores proyectos de jugador del baloncesto sudamericano y centroamericano, elegido mejor pívot junior de Latinoamérica en el verano de 2015
El 9 de agosto de 2018, el Club Basquet Coruña hace oficial la contratación del pívot dominicano, en el que promedia 9 puntos y más de 6 rebotes por partido.
Más tarde, probó suerte en Cañeros del Este (República Dominicana, en tres etapas), en Correcaminos UAT Victoria (México), en Leñadores de Durango (México), en Centauros de Portuguesa (Venezuela), en Broncos de Caracas (Venezuela) y en el Gladiadores de Anzoátegui (Venezuela).
El 29 de enero de 2025, se incorpora al Club Baloncesto Breogán de la Liga Endesa para reforzar sus entrenamientos.